# Comitato Olimpico Sudanese
Il Comitato Olimpico Sudanese (noto anche come Sudan Olympic Committee in inglese) è un'organizzazione sportiva sudanese, nata nel 1956 a Khartoum, Sudan.
Rappresenta questa nazione presso il Comitato Olimpico Internazionale (CIO) dal 1959 ed ha lo scopo di curare l'organizzazione ed il potenziamento dello sport in Sudan e, in particolare, la preparazione degli atleti sudanesi, per consentire loro la partecipazione ai Giochi olimpici. L'organizzazione è, inoltre, membro dell'Associazione dei Comitati Olimpici Nazionali d'Africa.
L'attuale presidente dell'associazione è Hashim Haron Ahmed, mentre la carica di segretario generale è occupata da Mahmoud El Sir Mohamed Taha.